# Rachel Hunter
Rachel Hunter (Glenfield, Auckland, 8 de septiembre de 1969) es una modelo y actriz neozelandesa, además de ser la presentadora de Rachel's Tour of Beauty de Imagination Television. Ha aparecido en varias portadas de revistas, incluyendo Vogue Italia, Elle y Harper's Bazaar. Estuvo además en la portada de Sports Illustrated Swimsuit Issue en 1994 y nuevamente en 2006.

## Primeros años
Hunter nació en Glenfield, un suburbio de Auckland, Nueva Zelanda. Sus padres se divorciaron cuando todavía era una niña. Deseando ser una bailarina de ballet, le diagnosticaron una rara enfermedad de la sangre siendo una adolescente, que acortó sus ambiciones en el baile.

## Carrera

### Modelaje
Hunter comenzó su carrera a los 17 años, modelando en Australia y Nueva Zelanda, apareciendo en Australian Vogue, Harper's Bazaar, y para varias campañas en Nueva Zelanda y Australia. Rápidamente se puso a la altura de Ford Models y de inmediato se embarcó en una exitosa carrera, obteniendo un contrato de cosméticos CoverGirl y convertirse en el portavoz de la empresa. Hunter subió a la prominencia global después de posar como un modelo de Sports Illustrated en 1989. Posteriormente apareció en portadas de revistas, incluyendo Cosmopolitan y en la portada de 1994 de «Dream Team» de la edición anual de trajes de baño de Sports Illustrated. Hunter también hizo honor apareciendo en la portada de Vogue Italia, en la Vogue australiana, en las ediciones americanas e internacionales de Elle y Harper's Bazaar holandés.
Hunter posó desnuda para una portada pictórica de Playboy publicada en abril de 2004.
Hunter está firmado con Ford Models en Nueva York, Select Model Management en Londres y Chadwick Models en Sídney, Australia.

### Cine y televisión
Hunter apareció por primera vez en la televisión en los años 80 en un anuncio para el helado «Trumpet» de Tip Top's.
Hunter fue una invitada en un episodio de 1997 de The Drew Carey Show. Ella ha aparecido en varias películas independientes, incluyendo A Walk in the Park y Two Shades of Blue del año 2000, una novela de suspenso erótico con Marlee Matlin. Ella protagoniza como cocinera lesbiana distribuyendo asesoramiento sobre relaciones en la galardonada película independiente, La Cucina. Ella tuvo una breve aparición en The Benchwarmers (2006) de Dennis Dugan y también apareció en el vídeo musical de la canción «Stacy's Mom» de Fountains of Wayne en 2003.
Hunter apareció en un episodio de la celebridad de Lingo en 2005, donde ella y su socio Trista Rehn dividieron $30,000 dólares para la caridad. Hunter es una embajadora de la Born Free Foundation y estableció el Rachel Hunter Lowland Gorilla Fund. Hunter también apareció como ella misma en el especial de Navidad de 2004 de The Vicar of Dibley. También protagonizó Confessions of a Go-Go Girl (2008), The Perfect Assistant (2008), las películas de ciencia ficción Pirañaconda (2011) y Swamp Volcano, , también conocido como Miami Magma (2012).
Ella apareció como un juez en New Zealand's Got Talent de 2012 a 2013. En el año 2015, Hunter dirigió su propia serie de televisión titulada Rachel Hunter's Tour of Beauty para TV One, donde viajó por el mundo para descubrir lo que significaba la belleza en países de todo el mundo.

## Vida personal
A finales de los años 80 Hunter vivió con el músico de rock Kip Winger.
A la edad de 21 años, Hunter conoció a la estrella de rock Rod Stewart, 24 años mayor que ella, y se casaron el 15 de diciembre de 1990. Juntos tienen dos hijos, Renee y Liam, nacidos en el Hospital Portland, pero se separaron en enero de 1999 y su divorcio fue finalizado el 2 de noviembre de 2006.
Hunter se comprometió con al jugador de hockey de la NHL, Jarret Stoll de Los Angeles Kings, 13 años más joven, y planearon casarse en agosto de 2009, pero la boda fue cancelada.

## Filmografía

### Trabajos en cine y televisión
| Título                                                                | Papel                            | Año       |
| --------------------------------------------------------------------- | -------------------------------- | --------- |
| Rachel Hunter's Tour of Beauty                                        | Ella misma                       | 2015      |
| Her Infidelity                                                        | Lily                             | 2015      |
| Soul Mates                                                            | Carly                            | 2014      |
| The Banksters, Madoff with America                                    | Mimi                             | 2013      |
| New Zealand's Got Talent                                              | Ella misma                       | 2012–2013 |
| Swamp Volcano                                                         | Antoinette Vitrini               | 2012      |
| RuPaul's Drag Race: All Stars                                         | Ella misma                       | 2012      |
| Awakening World (documental)                                          | Ella misma                       | 2012      |
| Pirhanaconda                                                          | Talia                            | 2012      |
| A Matter of Justice                                                   | Nicole Ibiza                     | 2011      |
| Miami Magma (aka "World on Fire")                                     | Antoinette                       | 2011      |
| The Brazen Bull                                                       | Det. Vinyec                      | 2010      |
| Gravity                                                               | Shawna                           | 2010      |
| 2010 World Music Awards                                               | Ella misma                       | 2010      |
| 10 Things I Hate About You                                            | Ella misma                       | 2010      |
| She's Got the Look                                                    | Juez invitada                    | 2008–2010 |
| Black Widow                                                           | Dr. Laura                        | 2010      |
| Sunrise                                                               | Ella misma                       | 2010      |
| Perfect Catch                                                         | Ella misma                       | 2010      |
| The Smoking Gun Presents: World's Dumbest                             | Ella misma                       | 2009      |
| Entertainment Tonight                                                 | Ella misma                       | 2009      |
| Jordon Saffron: Taste This!                                           | Nikki                            | 2009      |
| Loose Women                                                           | Ella misma                       | 2008      |
| Celebrity Circus                                                      | Ella misma                       | 2008      |
| Confessions of a Go-Go Girl                                           | Donna                            | 2008      |
| The Perfect Assistant                                                 | Judith                           | 2008      |
| La Cucina                                                             | Jude                             | 2007      |
| Phenomenon                                                            | Ella misma                       | 2007      |
| Canada AM                                                             | Ella misma                       | 2007      |
| 7-10 Split                                                            | Chiropractor                     | 2007      |
| Mexican American                                                      | Jacqueline                       | 2007      |
| Dead Write                                                            | Jade                             | 2007      |
| ¡¡The Morning Show with Mike and Juliet¡¡                             | Ella misma                       | 2007      |
| Ozzie                                                                 | Beth Morton                      | 2006      |
| Celebrity Paranormal Project                                          | Ella misma                       | 2006      |
| Make Me a Supermodel                                                  | Ella misma                       | 2006      |
| The Sharon Osbourne Show                                              | Ella misma                       | 2006      |
| The Tyra Banks Show                                                   | Ella misma                       | 2005–2006 |
| You Can't Fire Me, I'm Famous                                         | Ella misma                       | 2006      |
| Howard Stern on Demand                                                | Ella misma                       | 2006      |
| Style Me                                                              | Ella misma                       | 2006      |
| Playboy: Celebrity Centerfolds                                        | Ella misma                       | 2006      |
| Keith Barry: Extraordinary                                            | Ella misma                       | 2006      |
| Sports Illustrated: Swimsuit 2006                                     | Ella misma                       | 2006      |
| Fox & Friends'                                                        | Ella misma                       | 2006      |
| Graham Norton's Bigger Picture                                        | Ella misma                       | 2006      |
| The Benchwarmers                                                      | Madre                            | 2006      |
| I.R.A.: King of Nothing                                               | Agente de inteligencia británica | 2006      |
| The Tony Danza Show                                                   | Ella misma                       | 2006      |
| MADtv                                                                 | Ella misma                       | 2006      |
| La 32.ª edición anual de los People's Choice Awards                   | Ella misma                       | 2006      |
| E! True Hollywood Story                                               | Ella misma                       | 2006      |
| Final Move                                                            | Iris Quarrie                     | 2006      |
| Freezerburn                                                           | Holly Hardin                     | 2005      |
| You and Your Stupid Mate                                              | Karen                            | 2005      |
| MorphMan                                                              | Hayley Anderson                  | 2005      |
| Strictly Come Dancing                                                 | Ella misma                       | 2005      |
| Strictly Come Dancing: It Takes Two                                   | Ella misma                       | 2005      |
| Lingo                                                                 | Ella misma                       | 2005      |
| Viviendo con Fran                                                     | Ella misma                       | 2005      |
| The 2005 World Music Awards                                           | Ella misma                       | 2005      |
| Richard and Judy                                                      | Ella misma                       | 2005      |
| Bra Wars: Boom or Bust                                                | Ella misma                       | 2005      |
| Dancing with the Stars                                                | Ella misma                       | 2005      |
| Sports Illustrated 40th Anniversary Swimsuit Special: American Beauty | Ella misma                       | 2004      |
| Christmas in Tinseltown                                               | Ella misma                       | 2004      |
| The Real Gilligan's Island                                            | Ella misma                       | 2004      |
| FilmFakers                                                            | Ella misma                       | 2004      |
| On-Air with Ryan Seacrest                                             | Ella misma                       | 2004      |
| Howard Stern                                                          | Ella misma                       | 2000–2004 |
| This Morning                                                          | Ella misma                       | 2004      |
| 10 Things Every Guy Should Experience                                 | Ella misma                       | 2004      |
| Making the Video                                                      | Mamá de Stacy                    | 2004      |
| The Vicar of Dibley                                                   | Ella misma                       | 2004      |
| El Padrino                                                            | Locutor de telediario            | 2004      |
| Haunted Lighthouse                                                    | Rich widow                       | 2003      |
| Tussen de sterren                                                     | Ella misma                       | 2003      |
| V Graham Norton                                                       | Ella misma                       | 2003      |
| Today with Des and Mel                                                | Ella misma                       | 2003      |
| The Late Late Show                                                    | Ella misma                       | 2003      |
| Are You Hot? The Search for America's Sexiest People                  | Ella misma                       | 2003      |
| VH-1 Where Are They Now                                               | Ella misma                       | 2002      |
| Redemption of the Ghost                                               | Gloria                           | 2002      |
| Rock Star                                                             | A.C.'s wife                      | 2001      |
| Everyday Elegance: Make Room for Baby                                 | Ella misma                       | 2001      |
| An All-Star Tribute to Brian Wilson                                   | Ella misma                       | 2001      |
| The Howard Stern Radio Show                                           | Ella misma                       | 2000–2001 |
| Pendulum                                                              | Amanda Reeve                     | 2001      |
| Boys Klub                                                             | The Goddess                      | 2001      |
| MacArthur Park                                                        | Karen                            | 2001      |
| Best Actress                                                          | Fiona Covington                  | 2000      |
| VH1 Divas 2000: A Tribute to Diana Ross                               | Ella misma                       | 2000      |
| Stars in Their Eyes                                                   | Ella misma / Marilyn Monroe      | 2000      |
| TFI Friday                                                            | Ella misma                       | 1996–2000 |
| Nickelodeon Kids' Choice Awards                                       | Ella misma                       | 2000      |
| Bra Wars'                                                             | Ella misma                       | 2000      |
| Style World                                                           | Ella misma                       | 2000      |
| Tripfall                                                              | Gina Williams                    | 2000      |
| A Walk in the Park                                                    | Hermana de Sally                 | 1999      |
| Winding Roads                                                         | Kelly Simmons                    | 1999      |
| Two Shades of Blue                                                    | Susan Price                      | 1999      |
| Suddenly Susan                                                        | Meegan Garrity                   | 1999      |
| Just a Little Harmless Sex                                            | Marilyn                          | 1998      |
| The Drew Carey Show                                                   | Ella misma                       | 1997      |
| MTV Music Video Awards 1996                                           | Ella misma                       | 1996      |
| Very Important Pennis                                                 | Ella misma                       | 1996      |
| The Oprah Winfrey Show                                                | Ella misma                       | 1995      |
| The Tonight Show with Jay Leno                                        | Ella misma                       | 1994–1995 |
| CBS This Morning                                                      | Ella misma                       | 1995      |
| Ford Supermodel of the World                                          | Ella misma                       | 1995      |
| Mad About You                                                         | Ella misma                       | 1995      |
| Sports Illustrated 1994 Swimsuit Issue Video                          | Herself                          | 1994      |
| MTV Movie Awards 1993                                                 | Ella misma                       | 1993      |
| Good Morning America                                                  | Ella misma                       | 1993      |
| The 1993 World Music Awards                                           | Ella misma                       | 1993      |
| Vicki!                                                                | Ella misma                       | 1992      |
| Shortland Street                                                      | Ella misma                       | 1992      |
| 33.ª entrega de los Premios Grammy                                    | Ella misma                       | 1991      |
| Ford Supermodel of the World 1991                                     | Ella misma                       | 1991      |
| Late Night with David Letterman                                       | Ella misma                       | 1990      |
| Making of the Sports Illustrated 25th Anniversary Swimsuit Issue      | Ella misma                       | 1989      |